# Beyond the Sea
Beyond the Sea je páté album od španělské heavy metalové kapely s prvky neo-classical metalu, power metalu, progressive metalu, symphonic metalu Dark Moor.

## Seznam skladeb
1. "Before The Duel" (3:50)
2. "Miracles" (6:11)
3. "Houdini's Great Escapade" (4:59)
4. "Through The Gates Of The Silver Key" (0:52)
5. "The Silver Key" (6:15)
6. "Green Eyes" (4:36)
7. "Going On" (4:41)
8. "Beyond The Sea" (3:57)
9. "Julius Caesar (Interlude)" (2:23)
10. "Alea Jacta" (5:01)
11. "Vivaldi's Winter (Bonus track)" (7:40)